# 第91回皇后杯全日本バスケットボール選手権大会
第91回皇后杯 全日本バスケットボール選手権大会 は、2024年9月から12月にかけて開催された皇后杯全日本バスケットボール選手権大会。

## 概要
全47都道府県の予選勝ち上がり代表チームが参加する1次ラウンドから開催される。Wリーグ全14チームと1次ラウンド勝者13チームが2次ラウンドに出場し、勝ち上がった8チームが12月13日から国立代々木競技場第二体育館で開催されるファイナルラウンド（準々決勝から決勝まで）に出場する。
- 主催 - 日本バスケットボール協会
- 共催 - 共同通信社
- 主管 - 日本バスケットボール協会（1次ラウンド～ファイナルラウンド）、都道府県バスケットボール協会（1次及び2次ラウンド）
- 協賛 - 1次ラウンド～ファイナルラウンド：モルテン 
ファイナルラウンド：未定

### 1次ラウンド
- 日程 - 2024年9月14日から15日
- 会場
  - 東日本大会 - 日環アリーナ栃木（栃木県宇都宮市）
  - 中日本大会 - 津市産業・スポーツセンター (サオリーナ)（三重県津市）
  - 西日本大会 - 広島県立総合体育館 (広島グリーンアリーナ)（広島県広島市）
- 参加チーム - 47チーム（都道府県代表）

### 2次ラウンド
- 日程 - 2024年11月30日から12月1日
- 会場
  - 栃木大会 - 清原体育館（栃木県宇都宮市）
  - 大阪大会 - 大浜だいしんアリーナ（大阪府堺市）
  - 愛媛大会 - 愛媛県総合運動公園体育館（愛媛県松山市）
- 参加チーム - 27チーム（1次ラウンド勝ち上がり13チーム+Wリーグ14チーム）

### ファイナルラウンド
- 日程 - 2024年12月11日から15日
- 会場 - 国立代々木競技場第二体育館
- 参加チーム - 8チーム（2次ラウンド勝ち上がりチーム）

## 出場チーム
Wリーグ（2次ラウンドから出場）
- トヨタ自動車アンテロープス
- 富士通レッドウェーブ
- ENEOSサンフラワーズ
- シャンソン化粧品 シャンソンVマジック
- デンソーアイリス
- トヨタ紡織サンシャインラビッツ
- 三菱電機コアラーズ

- 日立ハイテク クーガーズ
- 東京羽田ヴィッキーズ
- 山梨クィーンビーズ
- アイシン ウィングス
- プレステージ・インターナショナル アランマーレ
- 新潟アルビレックスBBラビッツ
- 姫路イーグレッツ

都道府県代表 - 47チーム
| チーム                       | 都道府県 | 出場                          |
| ---------------------------- | -------- | ----------------------------- |
| 日本航空高等学校 北海道      | 北海道   | 1次ラウンド（東日本大会）から |
| 八戸学院大学                 | 青森県   | 1次ラウンド（東日本大会）から |
| 富士大学                     | 岩手県   | 1次ラウンド（東日本大会）から |
| 東北学院大学                 | 宮城県   | 1次ラウンド（東日本大会）から |
| 秋田銀行                     | 秋田県   | 1次ラウンド（東日本大会）から |
| 山形銀行                     | 山形県   | 1次ラウンド（東日本大会）から |
| 遊籠倶楽部                   | 福島県   | 1次ラウンド（東日本大会）から |
| 筑波大学                     | 茨城県   | 1次ラウンド（東日本大会）から |
| 白鴎大学                     | 栃木県   | 1次ラウンド（東日本大会）から |
| 富士スバル                   | 群馬県   | 1次ラウンド（東日本大会）から |
| メディセオ                   | 埼玉県   | 1次ラウンド（東日本大会）から |
| 順天堂大学                   | 千葉県   | 1次ラウンド（東日本大会）から |
| 東京医療保健大学             | 東京都   | 1次ラウンド（東日本大会）から |
| 松蔭大学                     | 神奈川県 | 1次ラウンド（東日本大会）から |
| 山梨学院大学                 | 山梨県   | 1次ラウンド（東日本大会）から |
| Signpost                     | 長野県   | 1次ラウンド（中日本大会）から |
| 新潟医療福祉大学             | 新潟県   | 1次ラウンド（中日本大会）から |
| 龍谷富山高等学校             | 富山県   | 1次ラウンド（中日本大会）から |
| 北陸大学                     | 石川県   | 1次ラウンド（中日本大会）から |
| 福井県立足羽高等学校         | 福井県   | 1次ラウンド（中日本大会）から |
| 岐阜女子高等学校             | 岐阜県   | 1次ラウンド（中日本大会）から |
| 静岡産業大学                 | 静岡県   | 1次ラウンド（中日本大会）から |
| 愛知学泉大学                 | 愛知県   | 1次ラウンド（中日本大会）から |
| 四日市メリノール学院高等学校 | 三重県   | 1次ラウンド（中日本大会）から |
| 滋賀銀行LakeVenus            | 滋賀県   | 1次ラウンド（中日本大会）から |
| 京都精華学園高等学校         | 京都府   | 1次ラウンド（中日本大会）から |
| 大阪体育大学                 | 大阪府   | 1次ラウンド（中日本大会）から |
| 武庫川女子大学               | 兵庫県   | 1次ラウンド（中日本大会）から |
| 奈良文化高等学校             | 奈良県   | 1次ラウンド（中日本大会）から |
| 紀陽銀行ハートビーツ         | 和歌山県 | 1次ラウンド（中日本大会）から |
| 鳥取城北高等学校             | 鳥取県   | 1次ラウンド（西日本大会）から |
| 松徳学院高等学校             | 島根県   | 1次ラウンド（西日本大会）から |
| 環太平洋大学                 | 岡山県   | 1次ラウンド（西日本大会）から |
| 広島大学                     | 広島県   | 1次ラウンド（西日本大会）から |
| 笠戸ブレイブスター           | 山口県   | 1次ラウンド（西日本大会）から |
| JOIN                         | 徳島県   | 1次ラウンド（西日本大会）から |
| TOS FIVE                     | 香川県   | 1次ラウンド（西日本大会）から |
| 今治オレンジブロッサム       | 愛媛県   | 1次ラウンド（西日本大会）から |
| 高知大学                     | 高知県   | 1次ラウンド（西日本大会）から |
| 日本経済大学                 | 福岡県   | 1次ラウンド（西日本大会）から |
| ひらまつ病院                 | 佐賀県   | 1次ラウンド（西日本大会）から |
| ストレッチ                   | 長崎県   | 1次ラウンド（西日本大会）から |
| 鶴屋百貨店                   | 熊本県   | 1次ラウンド（西日本大会）から |
| 明豊高等学校                 | 大分県   | 1次ラウンド（西日本大会）から |
| 宮崎県立小林高等学校         | 宮崎県   | 1次ラウンド（西日本大会）から |
| 鹿屋体育大学                 | 鹿児島県 | 1次ラウンド（西日本大会）から |
| すこやか薬局                 | 沖縄県   | 1次ラウンド（西日本大会）から |

## 試合結果

### 1次ラウンド

#### 東日本大会
|       | 試合 | 日程          | 試合開始 | ホーム                  | スコア   | アウェイ            | 会場     | 試合詳細 |
| ----- | ---- | ------------- | -------- | ----------------------- | -------- | ------------------- | -------- | -------- |
| 1回戦 | EW1  | 2024年9月14日 | 14:00    | 山梨学院大学            | 69 - 46  | 秋田銀行 RED ARROWS | 日環栃木 |          |
| 1回戦 | EW2  | 2024年9月14日 | 14:00    | 筑波大学                | 108 - 57 | 遊籠俱楽部          | 日環栃木 |          |
| 1回戦 | EW3  | 2024年9月14日 | 16:00    | 日本航空高等学校 北海道 | 88 - 78  | 松蔭大学            | 日環栃木 |          |
| 1回戦 | EW4  | 2024年9月14日 | 16:00    | 順天堂大学              | 59 - 44  | 八戸学院大学        | 日環栃木 |          |
| 1回戦 | EW5  | 2024年9月14日 | 16:00    | 富士スバル              | 79 - 65  | 富士大学            | 日環栃木 |          |
| 1回戦 | EW6  | 2024年9月14日 | 18:00    | メディセオ              | 80 - 95  | 山形銀行            | 日環栃木 |          |
| 1回戦 | EW7  | 2024年9月14日 | 18:00    | 東北学院大学            | 64 - 128 | 東京医療保健大学    | 日環栃木 |          |
| 2回戦 | EW8  | 2024年9月15日 | 12:00    | 山梨学院大学            | 75 - 68  | 筑波大学            | 日環栃木 |          |
| 2回戦 | EW9  | 2024年9月15日 | 14:00    | 日本航空高等学校 北海道 | 64 - 67  | 順天堂大学          | 日環栃木 |          |
| 2回戦 | EW10 | 2024年9月15日 | 14:00    | 富士スバル              | 54 - 95  | 山形銀行            | 日環栃木 |          |
| 2回戦 | EW11 | 2024年9月15日 | 14:00    | 東京医療保健大学        | 60 - 81  | 白鷗大学            | 日環栃木 |          |

#### 中日本大会
|       | 試合 | 日程          | 試合開始 | ホーム                       | スコア   | アウェイ                     | 会場       | 試合詳細 |
| ----- | ---- | ------------- | -------- | ---------------------------- | -------- | ---------------------------- | ---------- | -------- |
| 1回戦 | CW1  | 2024年9月14日 | 14:00    | 京都精華学園高等学校         | 93 - 58  | 新潟医療福祉大学             | サオリーナ |          |
| 1回戦 | CW2  | 2024年9月14日 | 14:00    | 滋賀銀行LakeVenus            | 77 - 59  | 岐阜女子高等学校             | サオリーナ |          |
| 1回戦 | CW3  | 2024年9月14日 | 16:00    | 武庫川女子大学               | 60 - 51  | 北陸大学                     | サオリーナ |          |
| 1回戦 | CW4  | 2024年9月14日 | 16:00    | 四日市メリノール学院高等学校 | 88 - 64  | 奈良文化高等学校             | サオリーナ |          |
| 1回戦 | CW5  | 2024年9月14日 | 16:00    | Signpost                     | 63 - 70  | 静岡産業大学                 | サオリーナ |          |
| 1回戦 | CW6  | 2024年9月14日 | 18:00    | 福井県立足羽高等学校         | 70 - 95  | 大阪体育大学                 | サオリーナ |          |
| 1回戦 | CW7  | 2024年9月14日 | 18:00    | 愛知学泉大学                 | 112 - 50 | 龍谷富山高等学校             | サオリーナ |          |
| 2回戦 | CW8  | 2024年9月15日 | 12:00    | 京都精華学園高等学校         | 48 - 84  | 滋賀銀行LakeVenus            | サオリーナ |          |
| 2回戦 | CW9  | 2024年9月15日 | 14:00    | 武庫川女子大学               | 87 - 60  | 四日市メリノール学院高等学校 | サオリーナ |          |
| 2回戦 | CW10 | 2024年9月15日 | 14:00    | 静岡産業大学                 | 48 - 80  | 大阪体育大学                 | サオリーナ |          |
| 2回戦 | CW11 | 2024年9月15日 | 14:00    | 愛知学泉大学                 | 77 - 72  | 紀陽銀行ハートビーツ         | サオリーナ |          |

#### 西日本大会
|       | 試合 | 日程          | 試合開始 | ホーム                 | スコア   | アウェイ               | 会場   | 試合詳細 |
| ----- | ---- | ------------- | -------- | ---------------------- | -------- | ---------------------- | ------ | -------- |
| 1回戦 | WW1  | 2024年9月14日 | 11:30    | 明豊高等学校           | 44 - 53  | 環太平洋大学           | 広島GA |          |
| 1回戦 | WW2  | 2024年9月14日 | 13:30    | ストレッチ             | 106 - 76 | 鳥取城北高等学校       | 広島GA |          |
| 1回戦 | WW3  | 2024年9月14日 | 13:30    | 鹿屋体育大学           | 104 - 33 | 高知大学               | 広島GA |          |
| 1回戦 | WW4  | 2024年9月14日 | 13:30    | JOIN                   | 71 - 73  | 宮崎県立小林高等学校   | 広島GA |          |
| 1回戦 | WW5  | 2024年9月14日 | 15:30    | 笠戸ブレイブスター     | 65 - 75  | 今治オレンジブロッサム | 広島GA |          |
| 1回戦 | WW6  | 2024年9月14日 | 15:30    | 鶴屋百貨店             | 66 - 58  | 広島大学               | 広島GA |          |
| 1回戦 | WW7  | 2024年9月14日 | 15:30    | TOS FIVE               | 83 - 62  | 松徳学院高等学校       | 広島GA |          |
| 2回戦 | WW8  | 2024年9月15日 | 13:30    | 環太平洋大学           | 53 - 50  | ストレッチ             | 広島GA |          |
| 2回戦 | WW9  | 2024年9月15日 | 13:30    | 鹿屋体育大学           | 66 - 43  | 宮崎県立小林高等学校   | 広島GA |          |
| 2回戦 | WW10 | 2024年9月15日 | 13:30    | 今治オレンジブロッサム | 102 - 59 | すこやか薬局           | 広島GA |          |
| 2回戦 | WW11 | 2024年9月15日 | 15:30    | 日本経済大学           | 85 - 49  | 鶴屋百貨店             | 広島GA |          |
| 2回戦 | WW12 | 2024年9月15日 | 15:30    | ひらまつ病院           | 59 - 46  | TOS FIVE               | 広島GA |          |

### 2次ラウンド

#### 栃木大会
|       | 試合 | 日程           | 試合開始 | ホーム                                        | スコア  | アウェイ                             | 会場       | 試合詳細 |
| ----- | ---- | -------------- | -------- | --------------------------------------------- | ------- | ------------------------------------ | ---------- | -------- |
| 3回戦 | T1   | 2024年11月30日 | 12:00    | 順天堂大学                                    | 49 - 93 | 白鷗大学                             | 清原体育館 |          |
| 3回戦 | T2   | 2024年11月30日 | 14:00    | プレステージ・インターナショナル アランマーレ | 65 - 59 | 山梨学院大学                         | 清原体育館 |          |
| 3回戦 | T3   | 2024年11月30日 | 16:00    | 新潟アルビレックスBBラビッツ                  | 57 - 64 | 山形銀行                             | 清原体育館 |          |
| 4回戦 | T4   | 2024年12月1日  | 12:00    | 白鷗大学                                      | 55 - 74 | 富士通レッドウェーブ                 | 清原体育館 |          |
| 4回戦 | T5   | 2024年12月1日  | 14:00    | プレステージ・インターナショナル アランマーレ | 61 - 80 | シャンソン化粧品 シャンソンVマジック | 清原体育館 |          |
| 4回戦 | T6   | 2024年12月1日  | 16:00    | 山形銀行                                      | 51 - 77 | トヨタ自動車 アンテロープス          | 清原体育館 |          |

#### 大阪大会
|       | 試合 | 日程           | 試合開始 | ホーム                          | スコア  | アウェイ            | 会場                 | 試合詳細 |
| ----- | ---- | -------------- | -------- | ------------------------------- | ------- | ------------------- | -------------------- | -------- |
| 3回戦 | O1   | 2024年11月30日 | 10:30    | トヨタ紡織 サンシャインラビッツ | 76 - 57 | 大阪体育大学        | 大浜だいしんアリーナ |          |
| 3回戦 | O2   | 2024年11月30日 | 12:30    | 山梨クィーンビーズ              | 65 - 58 | 滋賀銀行Lake Venus  | 大浜だいしんアリーナ |          |
| 3回戦 | O3   | 2024年11月30日 | 14:30    | アイシン ウィングス             | 81 - 44 | 武庫川女子大学      | 大浜だいしんアリーナ |          |
| 3回戦 | O4   | 2024年11月30日 | 16:30    | 三菱電機 コアラーズ             | 75 - 62 | 愛知学泉大学        | 大浜だいしんアリーナ |          |
| 4回戦 | O5   | 2024年12月1日  | 11:00    | トヨタ紡織 サンシャインラビッツ | 77 - 45 | 山梨クィーンビーズ  | 大浜だいしんアリーナ |          |
| 4回戦 | O6   | 2024年12月1日  | 13:00    | アイシン ウィングス             | 67 - 55 | 三菱電機 コアラーズ | 大浜だいしんアリーナ |          |

#### 愛媛大会
|       | 試合 | 日程           | 試合開始 | ホーム                  | スコア   | アウェイ               | 会場                     | 試合詳細 |
| ----- | ---- | -------------- | -------- | ----------------------- | -------- | ---------------------- | ------------------------ | -------- |
| 3回戦 | E1   | 2024年11月30日 | 10:00    | 日立ハイテク クーガーズ | 82 - 67  | 日本経済大学           | 愛媛県総合運動公園体育館 |          |
| 3回戦 | E2   | 2024年11月30日 | 12:00    | 東京羽田ヴィッキーズ    | 96 - 41  | 環太平洋大学           | 愛媛県総合運動公園体育館 |          |
| 3回戦 | E3   | 2024年11月30日 | 14:00    | 鹿屋体育大学            | 67 - 60  | ひらまつ病院           | 愛媛県総合運動公園体育館 |          |
| 3回戦 | E4   | 2024年11月30日 | 16:00    | 姫路イーグレッツ        | 72 - 58  | 今治オレンジブロッサム | 愛媛県総合運動公園体育館 |          |
| 4回戦 | E5   | 2024年12月1日  | 10:00    | 日立ハイテク クーガーズ | 72 - 82  | 東京羽田ヴィッキーズ   | 愛媛県総合運動公園体育館 |          |
| 4回戦 | E7   | 2024年12月1日  | 14:00    | 姫路イーグレッツ        | 49 - 107 | ENEOSサンフラワーズ    | 愛媛県総合運動公園体育館 |          |

### ファイナルラウンド

#### 準々決勝
| 12月11日 17：00 |

| BOXSCORE |

| トヨタ紡織 56, 富士通 69                       |
| クォーター・スコア: 13-16, 16-14, 16-21, 11-18 |

| 12月11日 19：00 |

| BOXSCORE |

| デンソー 89, 東京羽田 51                      |
| クォーター・スコア: 34-11, 18-16, 19-9, 18-15 |

| 12月12日 17：00 |

| BOXSCORE |

| アイシン 60, シャンソン化粧品 56              |
| クォーター・スコア: 20-13, 19-17, 14-15, 7-11 |

| 12月12日 19：00 |

| BOXSCORE |

| ENEOS 62, トヨタ自動車 73                     |
| クォーター・スコア: 12-19, 22-21, 10-9, 18-24 |

#### 準決勝
| 12月14日 13：00 |

| BOXSCORE |

| 富士通 59, デンソー 56                                 |
| クォーター・スコア: 16 - 14, 15 - 12, 14 - 17, 14 - 13 |

| 12月14日 15：00 |

| BOXSCORE |

| アイシン 58, トヨタ自動車 56                           |
| クォーター・スコア: 21 - 16, 11 - 17, 14 - 10, 12 - 13 |

#### 決勝
| 12月15日 15：00 |

| BOXSCORE |

| 富士通 65, アイシン 55                               |
| クォーター・スコア: 15 - 18, 14 - 20, 14 - 9, 22 - 8 |

## 個人賞
大会の個人賞は、以下の通り。

### MVP
- 宮澤夕貴（富士通・4大会ぶり4回目）

### ベスト5
- 町田瑠唯（富士通・6大会ぶり2回目）
- 内尾聡菜（富士通・初受賞）
- 宮澤夕貴（富士通・4大会ぶり6回目）
- 渡嘉敷来夢（アイシン・4大会連続14回目）
- 野口さくら（アイシン・初受賞）